# Rubin Colwill
Rubin James Colwill (sinh ngày 27 tháng 4 năm 2002) là một cầu thủ bóng đá chuyên nghiệp người xứ Wales hiện thi đấu ở vị trí tiền vệ cho câu lạc bộ Cardiff City và đội tuyển quốc gia Wales.

## Thống kê sự nghiệp
Tính đến ngày 17 tháng 8 năm 2022
| Club         | Season       | League       | League | League | FA Cup | FA Cup | EFL Cup | EFL Cup | Other | Other | Total | Total |
| Club         | Season       | Division     | Apps   | Goals  | Apps   | Goals  | Apps    | Goals   | Apps  | Goals | Apps  | Goals |
| ------------ | ------------ | ------------ | ------ | ------ | ------ | ------ | ------- | ------- | ----- | ----- | ----- | ----- |
| Cardiff City | 2020–21      | Championship | 6      | 0      | 0      | 0      | 0       | 0       | —     | —     | 6     | 0     |
| Cardiff City | 2021–22      | Championship | 25     | 5      | 2      | 1      | 2       | 0       | —     | —     | 29    | 6     |
| Cardiff City | 2022-23      | Championship | 2      | 0      | 0      | 0      | 1       | 0       | —     | —     | 3     | 0     |
| Career total | Career total | Career total | 33     | 5      | 2      | 1      | 3       | 0       | 0     | 0     | 38    | 6     |

| # | Ngày                | Địa điểm                                  | Đối thủ      | Bàn thắng | Kết quả | Giải đấu |
| - | ------------------- | ----------------------------------------- | ------------ | --------- | ------- | -------- |
| 1 | 29 tháng 3 năm 2022 | Sân vận động Cardiff City, Cardiff, Wales | Cộng hòa Séc | 1–1       | 1–1     | Giao hữu |